# Адаб аль-Табиб
Адаб аль табиб (араб. أدب الطبيب‎) — общее название серии книг о медицинской этике, написанных на арабском языке жившим в IX веке медиком аль-Рухави. Заглавной темой книги является адаб — исламское понятие общих правил поведения и личной этики в контексте медицинской деятельности. «Адаб аль-Табиб» является одной из самых ранних работ, написанных об исламской медицинской этике и считается одной из лучших работу об адабе в медицинском контексте.

## Влияние
При рождении аль-Рухави был христианином, возможно, несторианцем. Хотя и нельзя утверждать точно, но в момент написания «Адаб аль-Табиб» он предположительно всё ещё исповедовал христианство. Впрочем, по мнению отдельных исследователей, судя по тексту «Адаб аль-Табиб» её мог написать только искренне верующий мусульманин, поскольку она основана на исламских традициях и практике.
Источниками для написания стали работы как христианских, так и исламских философов и медиков, в том числе Аль-Кинди и Хунайна ибн Исхака, но также чувствуется влияние многих иных исторических традиций, особенно, древнегреческих. В «Адаб аль табиб» напрямую цитируются Аристотель, Платон и Гиппократ. Помимо этого, имеется влияние древнеримского медика Галена. Несмотря на методичность, проявленную при ссылках на источники, аль-Рухави ни разу не упоминает работы, посвящённые исламской медицинской этике, что заставляет предположить, что его работа является одной из первых на эту тему .
Оценить влияние «Адаб аль табиб» на последующих исследователей трудно. Учитывая обширность используемых источников, опору на старые традиции, а также степень того, в какой мере исламские исследователи в области медицинской этики следовали его идеям, вероятно, следует считать что работа аль-Рухави была воспринята читателями крайне благосклонно.

## Содержание
«Адаб аль-Табиб» разделена на 20 глав, каждая посвящена отдельному аспекту в сфере медицинской этики. Они делятся на три части: поведение врача, поведение пациента, а также отношение общества в целом к профессии врача и пациентам.